# Vinh

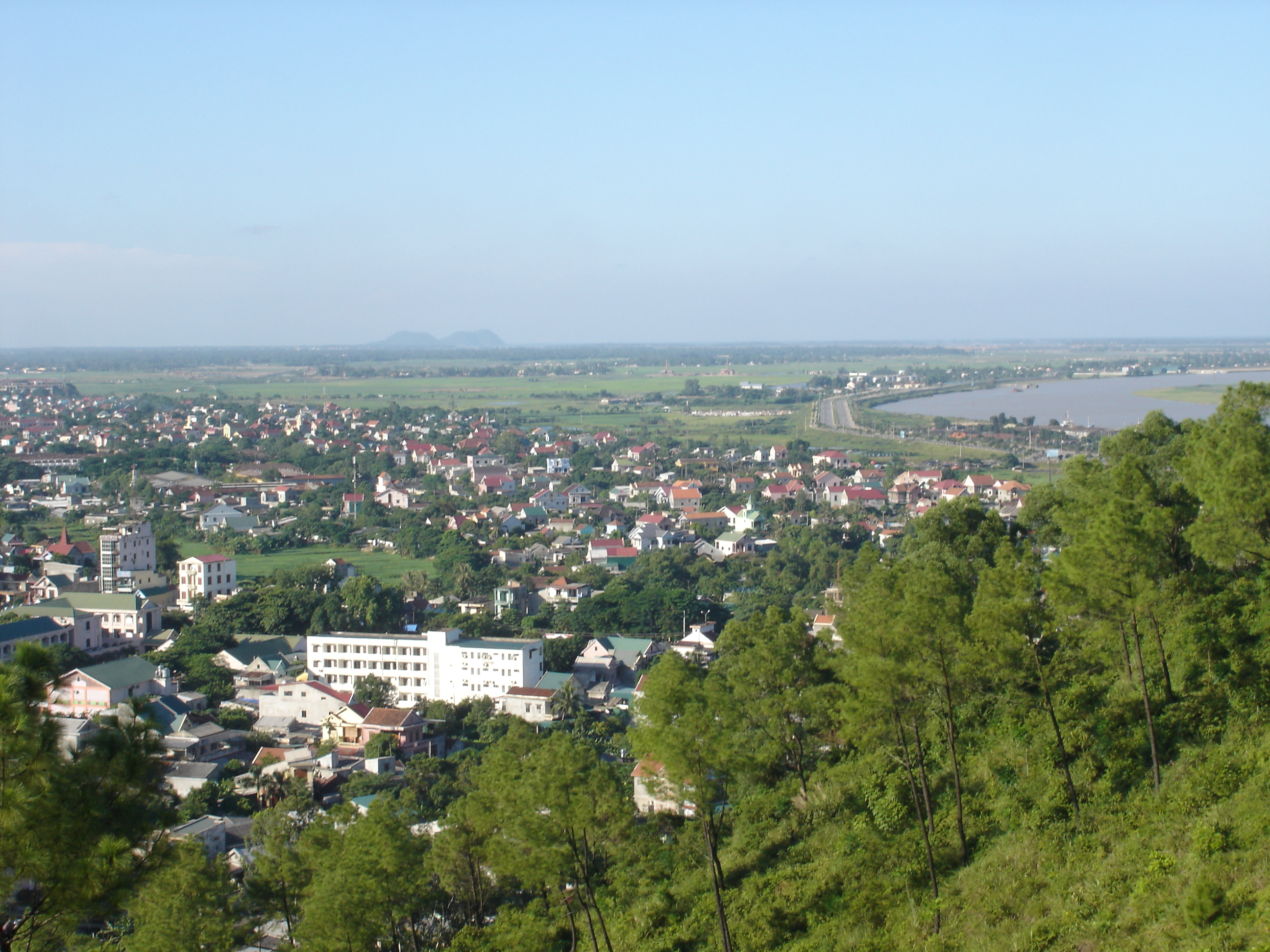
Sicht auf Vinh vom Berg Quyet aus.

Vinh ist eine Stadt in Vietnam. Sie liegt in der nördlichen Hälfte des Landes und ist die Hauptstadt der Provinz Nghệ An.
Die Bevölkerungszahl Vinhs wurde 2016 auf etwa 490.000 geschätzt.

## Geschichte
Vinh war zunächst als Ke Van bekannt. Später wurde es in Ke Vinh, Vinh Giang, Vinh Doanh, und dann Vinh Thi umbenannt. 1789 wurde der offizielle Name Vinh, wahrscheinlich unter europäischem Einfluss. Seitdem wurde der Name nicht geändert.
Zu verschiedenen Zeiten hatte Vinh beachtlichen militärischen und politischen Einfluss. Die vietnamesische Nation hat ihre Anfänge im Norden und expandierte nur allmählich in ihrem heutigen Territorium. Deswegen wurde Vinh manchmal als das „Tor zum Süden“ gesehen. Es wird angenommen, dass die Tây-Sơn-Dynastie (1788–1802) darüber nachgedacht hat, Vinh zur Hauptstadt Vietnams zu machen, aber die kurze Zeit der Dynastie machten die Verwirklichung dieser Pläne unmöglich. Durch das Interesse an Vinh entwickelte sich die Stadt jedoch gut und es kam zu beträchtlichen Bauvorhaben. Während der französischen Besetzung Vietnams wurde Vinh weiter als Industriezentrum entwickelt und wurde für seine Fabriken bekannt.
In der Stadt Vinh gab es früher einige historische Denkmäler, zum Beispiel eine antike Zitadelle. Dann wurde Vinh aber in mehreren Kriegen stark beschädigt. In den fünfziger Jahren wurde ein großer Teil der Stadt durch die Kämpfe zwischen französischen Kolonialstreitkräften und der Việt Minh zerstört. Weiterer Schaden wurde durch die Bombardements der USA im Vietnamkrieg angerichtet. Vinh bzw. der Hafen von Cua Lo galt als Ausgangspunkt des Ho Chi Minh-Pfades und wurde auch aus diesem Grund systematisch bombardiert. Von der ursprünglichen Stadt ist wenig übrig geblieben. Der Wiederaufbau wurde stark durch Vorstellungen aus der Sowjetunion und der DDR über Stadtplanung beeinflusst – die Stadt ist bekannt für ihre breiten Straßen und ihre Reihen von Wohngebäuden, zum Teil im Plattenbaustil der DDR (Stadtteil Quang Trung, inzwischen stark verslumt, aber seit ca. 2005 im Um- bzw. Neubau begriffen.).
Vinh und die die Stadt umgebenden Gebiete waren historisch wichtige Zentren für Rebellionen und revolutionäre Aktivitäten. Im 19. und frühen 20. Jahrhundert war die Stadt Zentrum mehrerer prominenter Aufstände gegen die Franzosen. Außerdem wurden einige angesehene Revolutionäre in oder in der Nähe der Stadt geboren, darunter Phan Boi Chau, Le Hong Phong, Nguyễn Thị Minh Khai und Ho Chi Minh selbst. Ho Chi Minhs Geburtsort, der etwa 14 Kilometer westlich von Vinh liegt, ist für viele Vietnamesen eine wichtige Touristenattraktion.
Die Stadt Vinh ist seit vielen Jahren Schwerpunkt der deutschen Entwicklungszusammenarbeit, die bereits durch die DDR begonnen wurde.

## Wirtschaft
Der Dienstleistungssektor macht mit etwa 55 % der arbeitenden Bevölkerung den größten Teil der Wirtschaft aus, gefolgt von Industrie (etwa 30 %) und Landwirtschaft, Forstwirtschaft und Fischerei (etwa 15 %).
Vinh ist ein wichtiger Verkehrsknotenpunkt mit einer Schlüsselposition auf der Strecke zwischen den nördlichen und südlichen Teilen des Landes.

## Verkehr
Vinh ist verkehrstechnisch in allen Bereichen gut an die Zentren im Norden und im Süden angebunden. Über die Straße, den sogenannten Highway 1, ist Vinh direkt mit der Hauptstadt Hanoi (ca. 304 km) im Norden und mit Ho-Chi-Minh-Stadt (ca. 1415 km) im Süden verbunden. Von Vinh geht eine Verbindungsstraße über ca. 90 km zur Grenze nach Laos. Damit ist Vinh die wichtigste nördliche Hafenstadt für Laos mit direkter Straßenanbindung nach Vientiane.
Die Stadt ist Bahnstation des Wiedervereinigungsexpress der Nord-Süd-Bahnlinie Hanoi – Ho-Chi-Minh-Stadt. Von Vinh aus fahren auch kleine kombinierte Personen-/Güterzüge durch das nördliche Bergland bis Don Hoi, die auch an kleinen Bahnhöfen und Haltepunkten Halt machen.
Der Flughafen von Vinh ist ca. fünf km nördlich der Stadt gelegen wird von den beiden nationalen Fluggesellschaften Vietnam Airlines und Jetstar Pacific Airlines angeflogen. Vietnam Airlines fliegt von Hanoi und Ho-Chi-Minh-Stadt nach Vinh, Jetstar Pacific Airlines nur von Ho-Chi-Minh-Stadt nach Vinh.
Für kleinere Hochseeschiffe ist Vinh Hafen, der auch Umschlaghafen für Güter nach Laos ist.

## Sehenswürdigkeiten
Weitere Touristenattraktionen sind der Hong Son Tempel und der Berg Quyet. Hong Son ist einer der wenigen großen Tempel, die nach dem Krieg nicht von den kommunistischen Behörden geschlossen wurden und ist der Schauplatz eines wichtigen Festes am 20. Tag des achten Monats nach dem Mondkalender. Der Berg Quyet bietet eine Möglichkeit für Rückzüge aus dem Stadtleben. Vom Gipfel aus, den man nach 400 Stufen erreichen kann, kann man ganz Vinh sehen, zusammen mit dem Fluss und den umliegenden Feldern. Der Berg ist mit Kiefern bedeckt, obwohl sich der Wald noch nicht ganz von den Bombardements im Krieg erholt hat.
Andere Sehenswürdigkeiten sind das Nghe Tinh Sowjetmuseum, das an den Nghe-Tinh-Aufstand gegen die Franzosen in den 30er Jahren erinnert, und das Cua Lo Beach Resort, ein beliebter Urlaubsort für Vietnamesen.
Der Ho-Chi-Minh-Park in Vinh beherbergt die landesweit größte Statue des verehrten „Onkel Ho“, er wird insbesondere in den Abendstunden von der Bevölkerung intensiv genutzt.
Sehenswert ist auch Kim Lien, der Geburtsort von Ho Chi Minh, der mit dem Auto schnell zu erreichen ist. Empfehlenswert weiterhin das gut erhaltene, traditionelle Wohnhaus des berühmten vietnamesischen Dichters Nguyễn Du, etwa 15 Kilometer von Vinh entfernt.

## Religion
In der Stadt befindet sich der Sitz des römisch-katholischen Bistums Vinh.

## Persönlichkeiten
- Nguyễn Đình Bắc (* 2004), Fußballspieler